# Collegio di San Bonaventura
O Collegio di San Bonaventura ("Colégio de São Boaventura"), em Quaracchi, perto de Florença, na Itália, é um centro de produção de publicações para os franciscanos. Foi fundado em 14 de julho de 1879 pelo ministro geral Bernardino del Vago, arcebispo de Sardis, e teve como primeiro diretor e superior o padre Fidelis de Fauna, que supervisionou uma nova edição crítica das obras de São Boaventura. Seus sucessores foram Ignatius Jeiler e Leonard Lemmens.

## Edições de Quaracchi
Obras publicadas em Quaracchi e editadas pelos "patres editores", além da Opera Omnia ("obras completas") de Boaventura, incluem a "Analecta Franciscana", editada grande parte por Quinctianus Muller, O.F.M. (m. 1902), que contém uma coleção de crônicas sobre os primeiros anos da ordem franciscana. É de se lembrar também a "Bibliotheca Franciscana scholastica medii aevi" e a "Bibliotheca Franciscana ascetica medii aevi", editadas em 1904 com uma edição crítica dos textos de São Francisco de Assis.
Além de continuar os "Annales" de Luke Wadding, o vigésimo-quinto volume dos quais apareceu em 1899, os padres do colégio editaram diversas outras publicações de caráter puramente devocional ou literário. Em 1903, uma nova edição da obra de Alexandre de Hales foi lançada. A "Acta Ordinis", um periódico mensal em latim e meio de comunicação oficial da ordem, e o "Archivum Franciscano-Historicum", foram publicados em Quaracchi.